# Ilhanatul
Ilhanatul (în persană ایلخانان, romanizat: Īlkhānān), cunoscut de mongoli ca Hülegü Ulus (lit. „popor sau stat Hülegü”), a fost un hanat mongol stabilit în sectorul de sud-vest al Imperiului Mongol. Tărâmul Ilhanid era cunoscut oficial ca Țara Iranului sau pur și simplu Iran. A fost înființat după ce Hülegü, fiul lui Tolui⁠(d) și nepotul lui Ginghis Han, a moștenit partea de vest a Imperiului Mongol după ce fratele său Möngke Han⁠(d) a murit în 1259.  
Teritoriul central al Ilhanatului se află în ceea ce face parte acum din țările Iran, Azerbaidjan și Turcia. La apogeul întinderii teritoriale, Ilhanatul a inclus și părți din Irakul modern, Siria, Armenia, Georgia, Afganistan, Turkmenistan, Pakistan, o parte din Daghestanul modern și o parte din Tadjikistanul modern. Mai târziu, conducătorii Ilhanatului, începând cu Ghazan în 1295, s-au convertit la islam. În anii 1330, Ilhanatul a fost devastat de Moartea neagră. Ultimul ilhan, Abu Sa'id Bahadur Han, a murit în 1335, după care Ilhanatul s-a dezintegrat.
Conducătorii ilhanizi, deși de origine non-iraniană, au încercat să-și întărească autoritatea legându-se de trecutul iranian și au recrutat istorici pentru a-i prezenta pe mongoli ca moștenitori ai Imperiului Sasanid (224–651).

## Definiție
Potrivit istoricului Rashid al-Din Hamadani, Kublai Han i-a acordat fratelui său Hülegü titlul de ilhan după înfrângerea de către Hülegü a lui Ariq Böke, un alt frate. Termenul ilhan înseamnă aici „han al tribului” (khan al ulus), iar această calitate mai mică se referă la respectarea inițială față de Möngke Han și succesorii săi ca Mari Hani ai Imperiului Mongol. Titlul ilhan purtat de descendenții lui Hulagu și, mai târziu, de alți prinți Borjigin din Persia, nu apare în surse decât după 1260.

### Origine
Când Muhammad al II-lea din Khwarezm a ordonat să fie ucis un contingent de negustori, trimis de mongoli, Ginghis Han a declarat război dinastiei Anushtegin în 1219. Mongolii au cucerit imperiul, ocupând marile orașe și centrele populației între 1219 și 1221. Iranul a fost devastat de detașamentul mongol sub Djebe⁠(d) și Subotai, care au lăsat zona în ruină. Transoxiana a intrat sub control mongol după invazie.

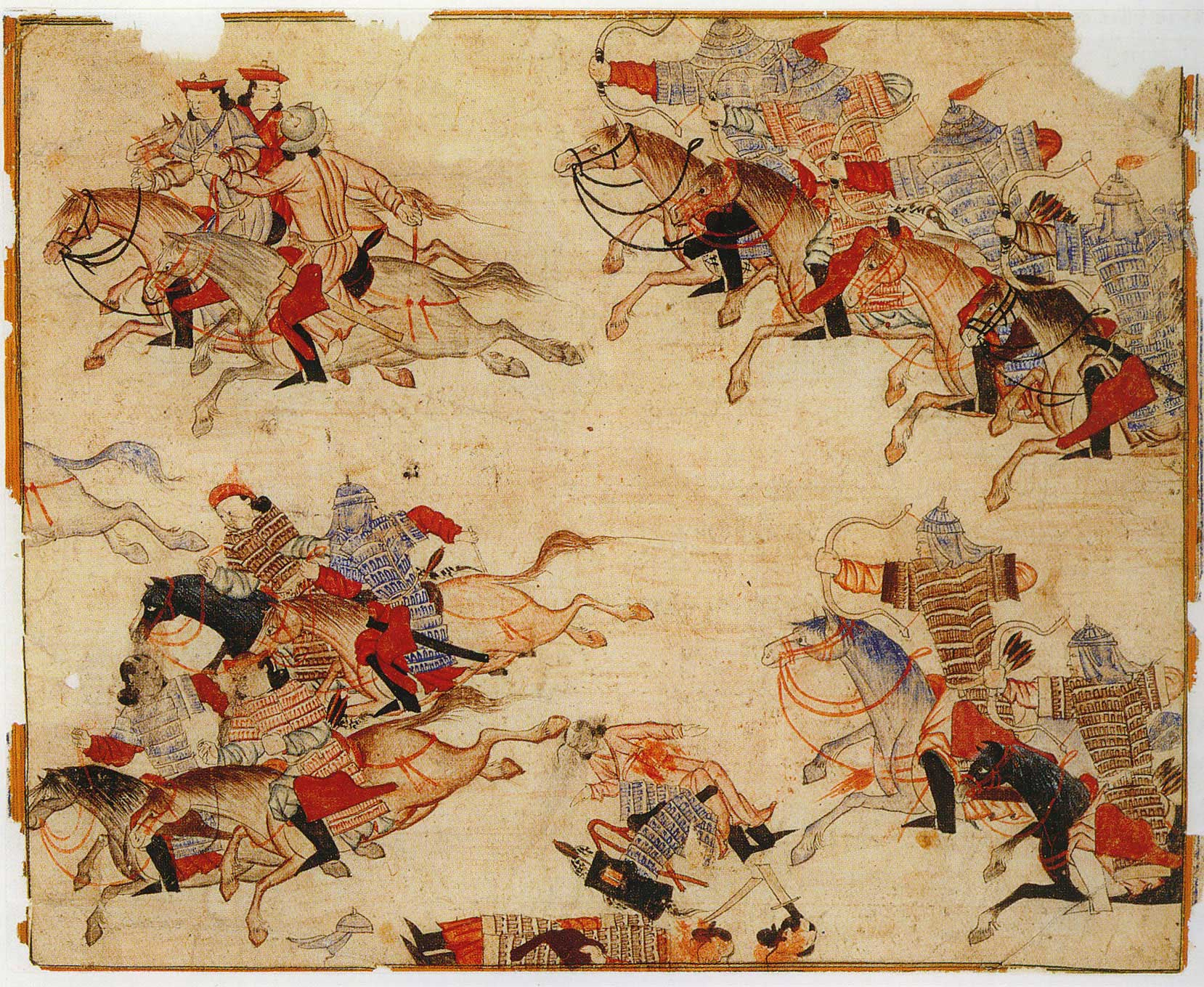
Reprezentare ilhanidă a războinicilor călare care urmăresc dușmani, din Jami al-tawarikh din Rashid al-Din, începutul secolului al XIV-lea.

La vest, Hamadan și restul Persiei au fost asigurate de Chormaqan. Mongolii au invadat Armenia și Georgia în 1234 sau 1236, completând cucerirea Regatului Georgiei în 1238. Ei au început să atace părțile de vest ale Armeniei Bagratide, care era sub selgiucizii, în anul următor. Până în 1237, Imperiul Mongol a subjugat cea mai mare parte a Persiei (inclusiv a Azerbaidjanului modern), Armenia, Georgia (cu excepția Irakului Abbasid și a fortăreților ismaili), precum și a întregii Afganistan și Kașmir. După bătălia de la Köse Dağ din 1243, mongolii sub Baiju au ocupat Anatolia, în timp ce Sultanatul de Rum și Imperiul Trapezuntului au devenit vasali ai mongolilor.
În 1236, Ogodai a comandat restaurarea Marele Khorāsān  și repopularea orașului Herat. Guvernatorii militari mongoli și-au făcut tabăra în cea mai mare parte în câmpia Mughan, în ceea ce este acum Azerbaidjan. Dându-și seama de pericolul reprezentat de mongoli, conducătorii Mosulului și Regatul armean al Ciliciei s-au supus Marelui Han. Chormaqan a împărțit Transcaucazia în trei districte bazate pe ierarhia militară mongolă. În Georgia, populația a fost împărțită temporar în opt tumeni. În 1244, Güyük Han a oprit creșterea veniturilor din districtele din Persia și a oferit scutiri de impozite altora. În conformitate cu o plângere a guvernatorului Arghun Aqa, Möngke Khan a interzis comercianților ortogh (comercianți musulmani contractați cu mongoli) și nobililor să abuzeze de stațiile de ștafetă și de civili în 1251. El a ordonat un nou recensământ și a decretat că fiecare bărbat din Asia de Vest condusă de mongoli trebuie să plătească proporțional cu proprietatea sa. Persia a fost împărțită în patru districte sub Arghun. Möngke Han a acordat Kartidilor autoritatea asupra Herat, Jam, Pushang (Fushanj), Ghor, Khaysar, Firuz-Kuh, Gharjistan, Farah, Sistan, Kabul, Tirah și Afganistan.

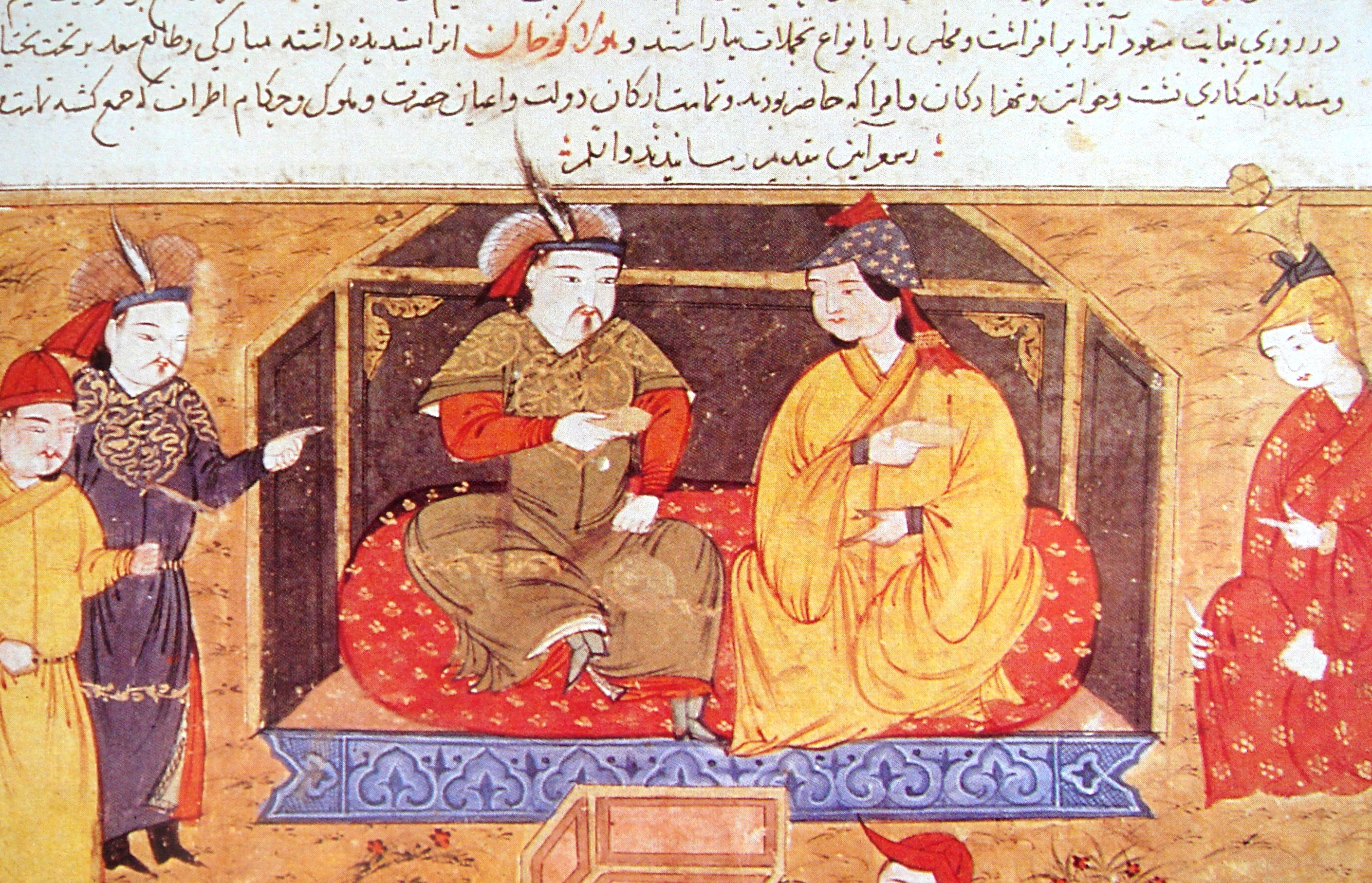
Hulagu Han, fondatorul Ilhanatului, împreună cu regina sa creștină Doquz Khatun

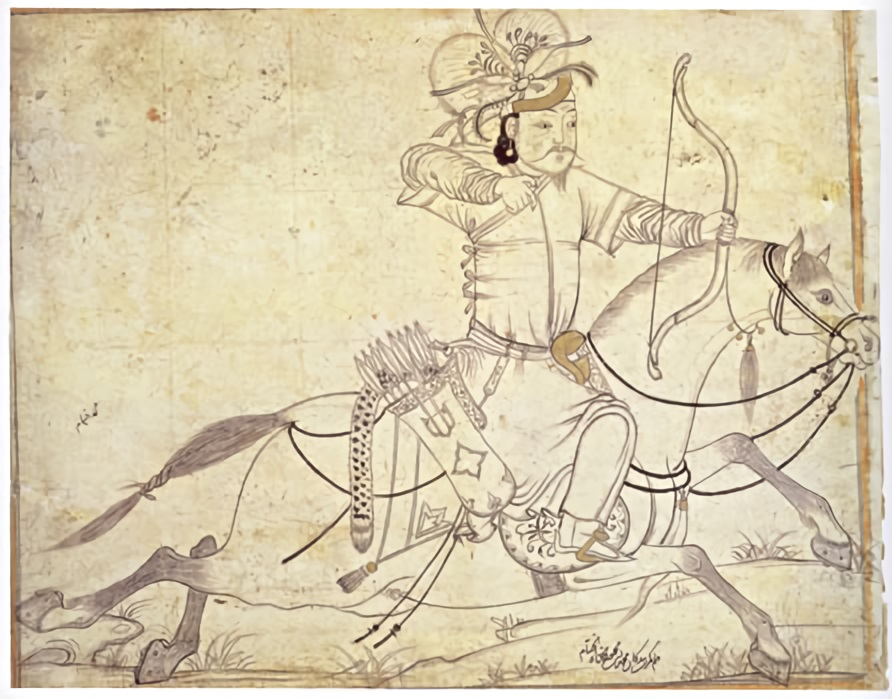
Un arcaș de cal mongol din secolul al XIII-lea.

Hulegu Han, al treilea fiu al lui Tolui, nepotul lui Ginghis Han și fratele atât al lui Möngke Han, cât și al lui Kublai Han, a fost primul han al Ilkhanatului. Imediat după aderarea fratelui său Möngke ca Marele Han în 1251, Hulagu a fost numit administrator al Chinei de Nord, însă în anul următor, China de Nord a fost repartizată lui Kublai, iar Hulagu a fost însărcinat cu cucerirea Califatului Abbasid. I s-a dat o cincime din întreaga armată mongolă pentru campanie și i-a luat cu el pe fiii săi Abaqa și Yoshmut. De asemenea, Hulagu a luat cu el mulți savanți și astronomi chinezi, de la care celebrul astronom persan Nasir al-Din al-Tusi a aflat despre modul de calcul al tabelelor chinezești. Pe un deal din Maragheh a fost construit un observator. Preluând de la Baiju în 1255, Hulagu a stabilit stăpânirea mongolă din Transoxiana până în Siria. El a distrus statul Nizari Ismaili și Califatul Abbasid în 1256 și, respectiv, 1258. În 1258, Hulagu s-a autoproclamat Ilhan (han subordonat). După aceea, a înaintat până în Gaza, cucerind pentru scurt timp Siria Ayyubidă și Alep în 1260. Moartea lui Möngke l-a forțat pe Hulagu să se întoarcă în Mongolia pentru a participa la kuriltai pentru următorul Mare Han. El a lăsat în urmă o mică forță de aproximativ 10.000 de oameni în Palestina care a fost învinsă în bătălia de la Ain Jalut de mamelucii din Egipt.
Din cauza morții suspecte a trei prinți Jochid în serviciul lui Hulagu, Berke din Hoarda de Aur a declarat război lui Hulagu în 1262. Potrivit istoricilor mameluci, Hulagu ar fi putut masacra trupele lui Berke și a refuzat să-și împartă prada de război cu Berke. Berke a căutat un atac comun cu Baybars și a încheiat o alianță cu mamelucii împotriva lui Hulagu. Hoarda de Aur l-a trimis pe tânărul prinț Nogai să invadeze Ilkhanatul, dar Hulagu l-a forțat înapoi în 1262. Armata Ilhanidă a traversat apoi râul Terek, capturând o tabără goală Jochid, doar pentru a fi înfrântă într-un atac surpriză de către forțele lui Nogai. Mulți dintre ei s-au înecat în timp ce gheața s-a spart pe râul înghețat Terek.
În 1262, Hulagu a dat Marele Khorasan și Mazandaran lui Abaqa și nordul Azerbaidjanului lui Yoshmut. Hulagu însuși și-a petrecut timpul trăind ca nomad în sudul Azerbaidjanului și în Armenia. În timpul domniei sale timpurii, Ilhanatul a experimentat revolte în masă din partea supușilor săi, cu excepția selgiucizilor și artuqizii din Anatolia și Mardin. Abia după ce Shams al-Din Juvayni a fost numit vizir după 1262, lucrurile au început să se calmeze și a fost implementată o administrație mai durabilă.

Statele succesoare ale Imperiului Mongol, vasalii și vecinii săi la începutul anilor 1300.

La aderarea lui Abaqa, el s-a confruntat imediat cu o invazie de către Berke a Hoardei de Aur, care s-a încheiat cu moartea lui Berke în Tiflis. În 1270, Abaqa a învins o invazie a lui Ghiyas-ud-din Baraq a Hanatului Chagatai. Fratele lui Abaqa, Tekuder, a destituit Bukhara ca răzbunare. În 1277, mamelucii au invadat Anatolia și i-au învins pe mongoli în bătălia de la Elbistan. Înțepat de înfrângere, Abaqa l-a executat pe regent local Mu'in-ad-Din Pervane și l-a înlocuit cu prințul mongol Qongqortai. În 1281, Abaqa l-a trimis pe Mongke Temur împotriva mamelucilor, dar și el a fost învins la Homs.
Moartea lui Abaqa în 1282 a declanșat o luptă de succesiune între fiul său Arghun, susținut de Qara'unas, și fratele său Tekuder, susținut de aristocrația chinggizidă. Tekuder a fost ales han de către chinggisizi. Tekuder a fost primul conducător musulman al Ilhanatului, dar nu a făcut nicio încercare activă de a-și face prozelitism sau de a-și converti tărâmul. Cu toate acestea, a încercat să înlocuiască tradițiile politice mongole cu cele islamice, ceea ce a dus la pierderea sprijinului armatei. Arghun și-a folosit religia împotriva lui făcând apel la non-musulmani pentru sprijin. Când Tekuder și-a dat seama de acest lucru, a executat câțiva dintre susținătorii lui Arghun și l-a capturat pe Arghun. Fiul adoptiv al lui Tekuder, Buaq, l-a eliberat pe Arghun și l-a răsturnat pe Tekuder. Arghun a fost confirmat ca Ilhan de Kublai Han în februarie 1286.

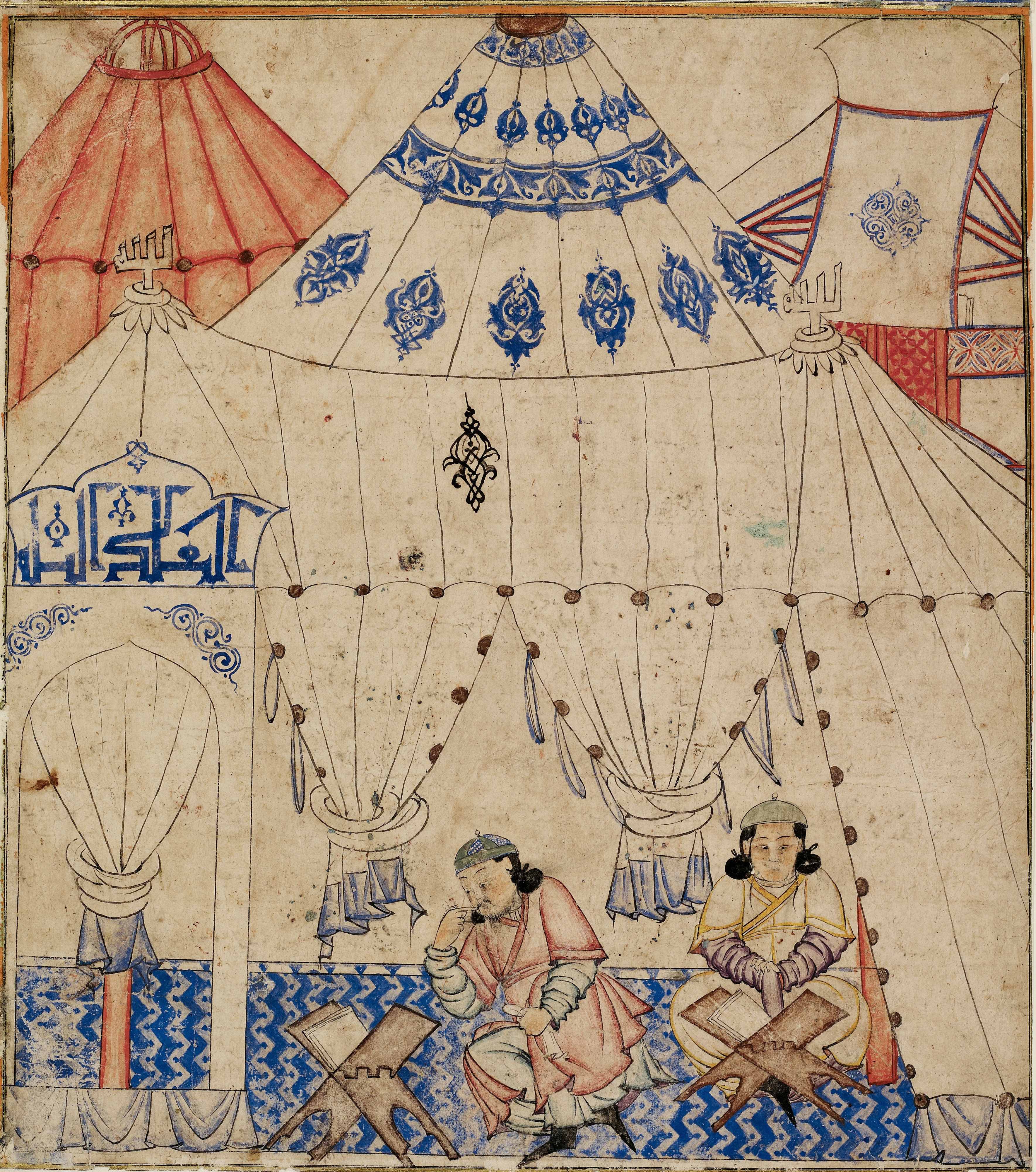
Conducătorul mongol Ghazan, studiind Coranul.

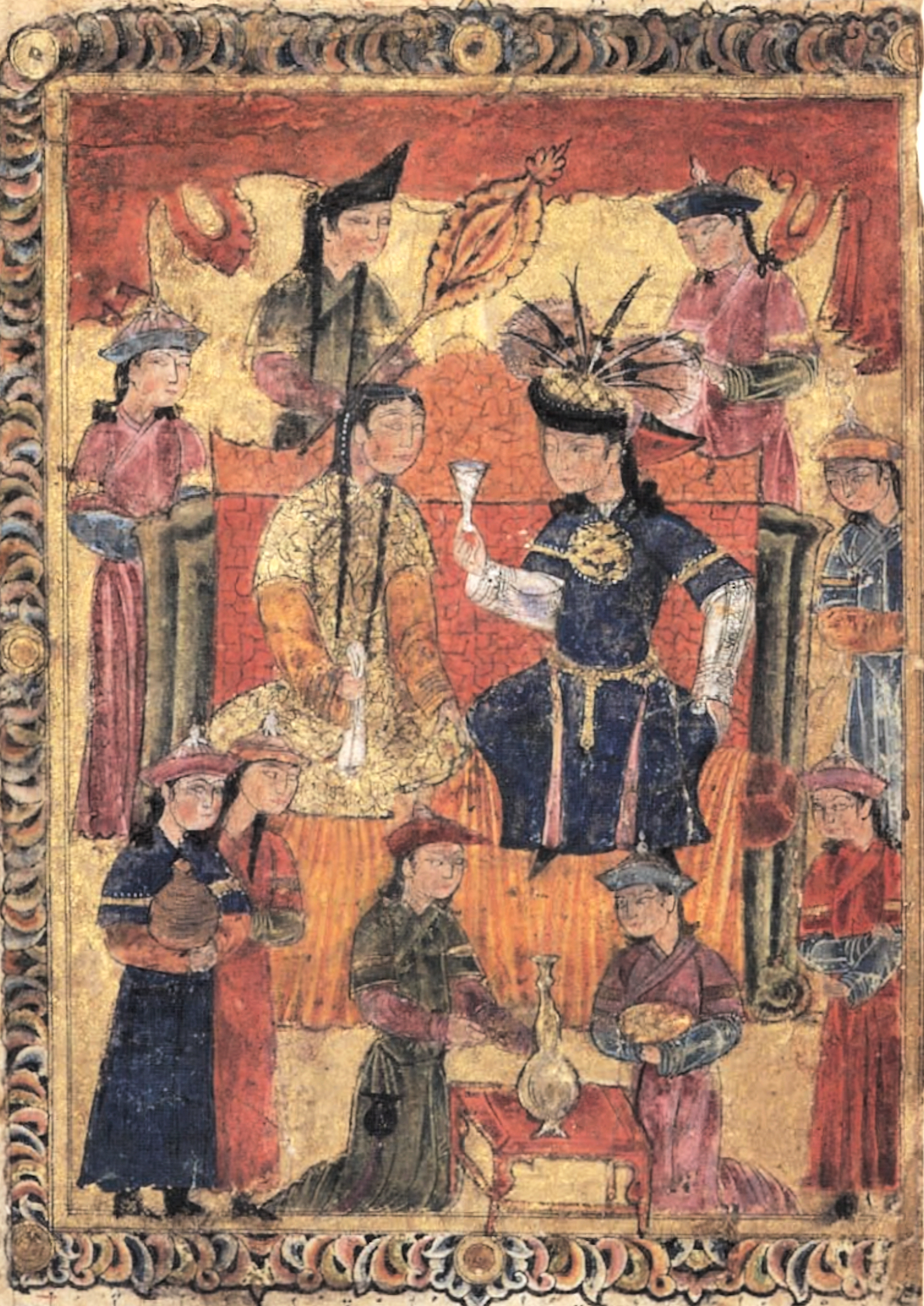
Scena curții Ilhanid. The Free Man's Companion to Niceties of Poems, frontispiciu stânga, 1341, probabil Isfahan.

Ilhanatul a început să se prăbușească sub domnia fratelui lui Arghun, Gaykhatu. Majoritatea mongolilor s-au convertit la islam, în timp ce curtea mongolă a rămas budistă. Gaykhatu a trebuit să cumpere sprijinul adepților săi și, ca urmare, a ruinat finanțele tărâmului. Vizirul său Sadr-ud-Din Zanjani a încercat să susțină finanțele statului adoptând bani de hârtie din dinastia Yuan, care a rămas în mare parte fără succes.  Gaykhatu l-a înstrăinat și pe vechea gardă mongolă cu presupusele sale relații sexuale cu un băiat. Gaykhatu a fost răsturnat în 1295 și înlocuit cu vărul său Baydu. Baydu a domnit mai puțin de un an înainte de a fi înlăturat de ofițerul lui Gaykhatu, Ghazan.
Descendenții lui Hulagu au condus Persia în următorii optzeci de ani, tolerând mai multe religii, inclusiv șamanismul, budismul și creștinismul, și în cele din urmă adoptând islamul ca religie de stat în 1295. Cu toate acestea, în ciuda acestei convertiri, ilkhanii au rămas împotriva mamelucilor, care au învins atât invadatorii mongoli, cât și cruciați. Ilhanii au lansat mai multe invazii în Siria, dar nu au reușit niciodată să câștige și să păstreze un teren semnificativ împotriva mamelucilor, fiind în cele din urmă forțați să renunțe la planurile lor de a cuceri Siria, împreună cu stăpânirea lor asupra vasalilor lor, Sultanatul de Rum și Regatul armean al Ciliciei. Acest lucru s-a datorat în mare parte războiului civil din Imperiul Mongol și ostilității hanatelor din nord și est. Hanatul Chagatai din Moghulistan și Hoarda de Aur au amenințat Ilhanatul din Caucaz și Transoxiana, împiedicând expansiunea spre vest. Chiar și sub domnia lui Hulagu, Ilhanatul a fost angajat în război deschis în Caucaz cu mongolii din stepele rusești. Pe de altă parte, dinastia Yuan din China a fost un aliat al Ihanatului și a deținut, de asemenea, suzeranitatea nominală asupra acestuia din urmă (împăratul fiind și Marele Han) timp de multe decenii.
Ghazan s-a convertit la islam sub influența lui Nawrūz și a făcut din Islam religia oficială de stat. Supușii creștini și evrei și-au pierdut statutul egal și au fost nevoiți să plătească jizya (taxa de religie minoritară). Ghazan le-a oferit budiștilor alegerea mai dură de convertire sau expulzare și a ordonat ca templele lor să fie distruse; deși mai târziu a relaxat această severitate. După ce Nawrūz a fost destituit și ucis în 1297, Ghazan a făcut pedepsită intoleranța religioasă și a încercat să restabilească relațiile cu non-musulmanii.

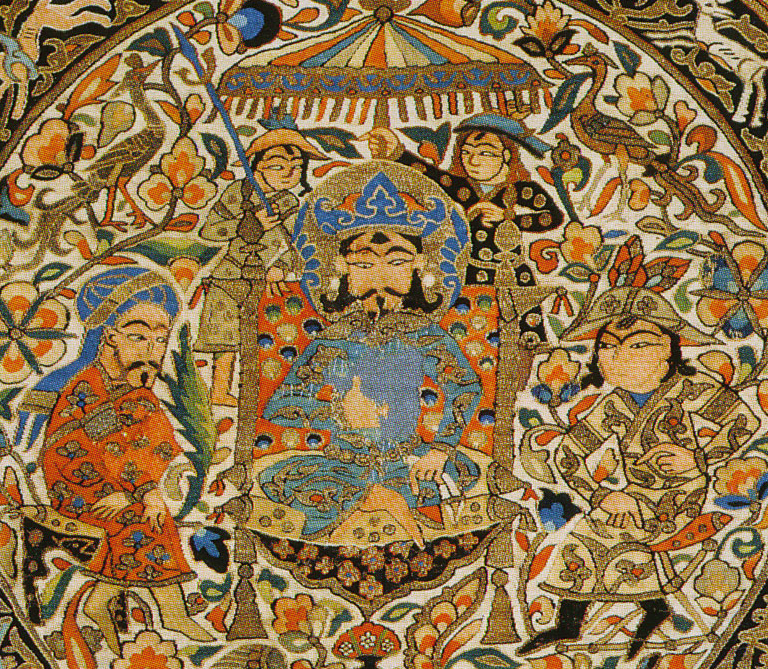
Piesă circulară de mătase cu imagini mongole, Iran sau Irak, începutul secolului al XIV-lea. Mătase, bumbac și aur.

În ceea ce privește relațiile externe, convertirea Ilhanatului la islam a avut un efect redus sau deloc asupra ostilității sale față de alte state musulmane, iar conflictul cu mamelucii pentru controlul Siriei a continuat. Bătălia de la Wadi al-Khaznadar, singura victorie majoră a mongolilor asupra Sultanatului Mameluc, a pus capăt controlului acestuia din urmă asupra Siriei timp de câteva luni.
În cea mai mare parte, politicile lui Ghazan au continuat sub fratele său Öljaitü, în ciuda sugestiilor că ar putea începe să favorizeze șiismul de la Twelver, după ce a intrat sub influența teologilor al-Allama al-Hilli și al-Bahrani.
Öljeitü, care fusese botezat în creștinism în copilărie și cochetase cu budismul, a devenit în cele din urmă un sunnit Hanafi, deși a păstrat încă ceva șamanism rezidual. În 1309–10, a devenit musulman șiit. Un scrib armean în 1304 a notat moartea „binevoitorului și drept” Ghazan, căruia i-a urmat Khar-Banda Öljeitü, „care, de asemenea, dă dovadă de bunăvoință față de toată lumea”. Un colofon din 1306 relatează convertirea mongolilor la islam și „i-i constrâng pe toți să se convertească la speranța lor zadarnică și falsă. Ei persecută, molestează și chinuiesc”, inclusiv „insultând crucea și biserica”. Unii dintre budiștii care au supraviețuit atacurilor lui Ghazan au făcut o încercare nereușită de a-l aduce pe Öljeitü înapoi la budism, arătând că au fost activi în tărâm de mai bine de 50 de ani.
Convertirea mongolilor a fost inițial o chestiune destul de superficială. Procesul de instaurare a islamului nu a avut loc brusc. Istoricul lui Öljeitü Qāshāni consemnează că Kutlushah, după ce și-a pierdut răbdarea cu o dispută între Hanafi și sunniții Shafi'i, și-a exprimat părerea că islamul ar trebui abandonat și mongolii ar trebui să se întoarcă la căile lui Ginghis Han. Qāshani a mai declarat că Öljeitü a revenit pentru o scurtă perioadă. În calitate de musulmani, mongolii au arătat o preferință marcată pentru sufism, maeștri precum Safi-ad-Din Ardabili fiind adesea tratați cu respect și favoare.

### Dezintegrarea (1316–1357)

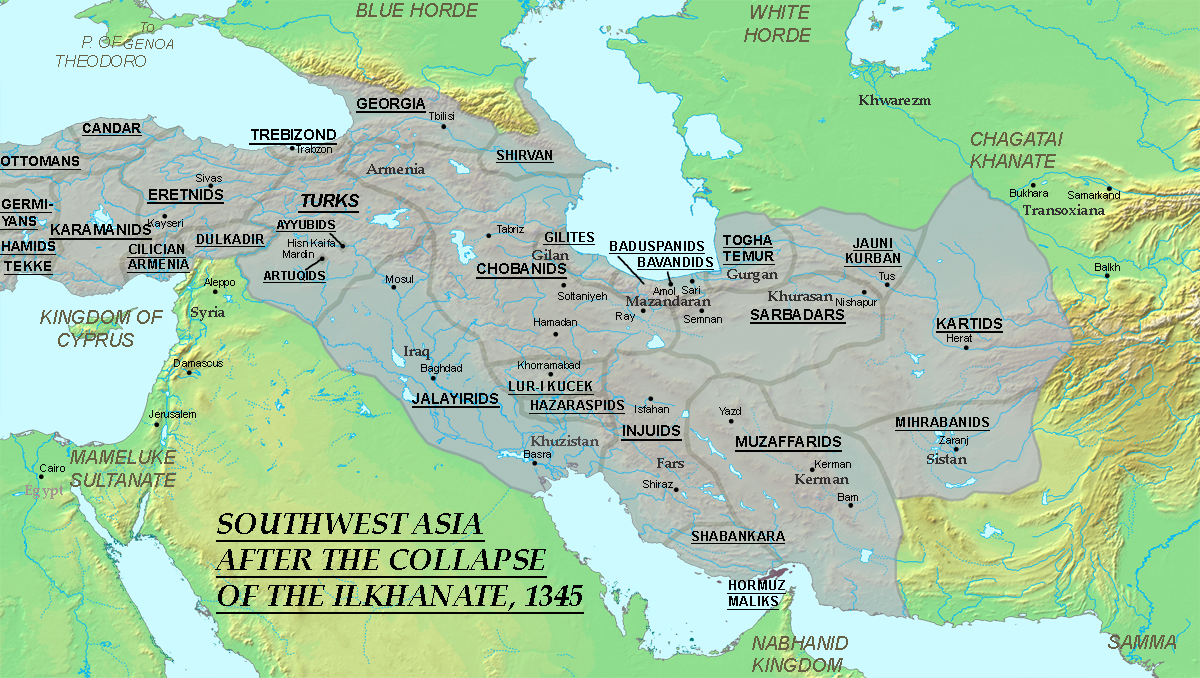
Asia de Vest în 1345, la zece ani după moartea lui Abu Sa'id. Jalayirizii, Chobanizii, Muzaffarizii, Injuizii, Sarbadarii și Kartidii au luat locul Ilhanatului ca puteri majore în Iran.

Fiul lui Öljaitü, ultimul Ilhan Abu Sa'id Bahadur Ilhan, a fost înscăunat în 1316. El a fost confruntat cu o rebeliune în 1318 de către Chagatayids și Qara'unas în Khorasan și, în același timp, cu o invazie a Hoardei de Aur. Un emir anatolian, Irenchin, s-a răzvrătit și el. Irenchin a fost zdrobit de Chupan din Taichiud în bătălia de la Zanjan-Rud pe 13 iulie 1319. Sub influența lui Chupan, Ilhanatul a făcut pace cu Chagatai, care i-au ajutat să zdrobească revolta Chagatayid și pe mameluci. În 1327, Abu-Sai l-a înlocuit pe Chupan cu „Marele” Hasan. Hasan a fost acuzat că a încercat să-l asasineze pe han și a fost exilat în Anatolia în 1332. Emirii non-mongoli Sharaf-ud-Din Mahmud-Shah și Ghiyas-ud-Din Muhammad au primit o autoritate militară fără precedent, ceea ce i-a enervat pe emirii mongoli. În anii 1330, focarele morții negre au devastat Ilhanatul și atât Abu-Sai'd, cât și fiii săi au fost uciși până în 1335 de ciumă. Ghiyas-ud-Din a pus pe tron un descendent al lui Ariq Böke, Arpa Ke'un, declanșând o succesiune de hani de scurtă durată până când „Micul” Hasan a luat Azerbaidjanul în 1338. În 1357, Jani Beg din Hoarda de Aur a cucerit Tabrizul ținut de Chupanid timp de un an, punând capăt rămășiței Ilhanatului.
Curțile din Europa de Vest au făcut multe încercări de a se alia cu mongolii, în primul rând cu Ilhanatul, în secolele al XIII-lea și al XIV-lea, începând din timpul celei de -a șaptea cruciade de la mijlocul secolului al XIII-lea. (V-europenii au fost numiți în mod colectiv franci de musulmani și asiatici în epoca cruciadelor.) În ciuda opoziției lor comune față de musulmani, în primul rând față de Sultanatul Mameluc, nicio alianță oficială nu a fost încheiată vreodată.
Spre deosebire de dinastia Yuan din China, care excludea populația indigenă de la obținerea controlului asupra înaltelor funcții, Ilhanatul a condus tărâmul lor printr-o administrație central-asiatică-persană („tadjică”) în parteneriat cu ofițerii militari turco-mongoli. Nu toți administratorii perși au fost musulmani sau membri ai familiilor tradiționale care au servit selgiucizii și khwarazmianii (de exemplu, familia Juvayni). De exemplu, vizirul Ilhanat din 1288 până în 1291 a fost Sa'ad al-Dawla, un evreu, în timp ce proeminentul vizir și istoric Rashid-al-Din Hamadani a fost un evreu convertit la islam.
Mongolii ilhanizi au rămas nomazi în modul lor de viață până la sfârșitul dinastiei. Rutele lor nomade au acoperit centrul Irakului, nord-vestul Iranului, Azerbaidjan și Armenia. Mongolii au administrat direct Irakul, Caucazul, vestul și sudul Iranului, cu excepția Georgiei, a sultanului artuqid din Mardin și a Kufa și Luristan. Mongolii Qara'unas au condus Khorasanul ca un tărâm autonom și nu plăteau taxe. Dinastia locală Kart din Herat a rămas, de asemenea, autonomă. Anatolia a fost cea mai bogată provincie a Ilhanatului, furnizând un sfert din veniturile sale, în timp ce Irakul și Diyarbakir au furnizat împreună aproximativ 35% din veniturile sale.
În 1330, anexarea Abhaziei a dus la reunificarea Regatului Georgiei. Cu toate acestea, tributul primit de Il-hani din Georgia s-a scufundat cu aproximativ trei sferturi între 1336 și 1350 din cauza războaielor și a foametelor.

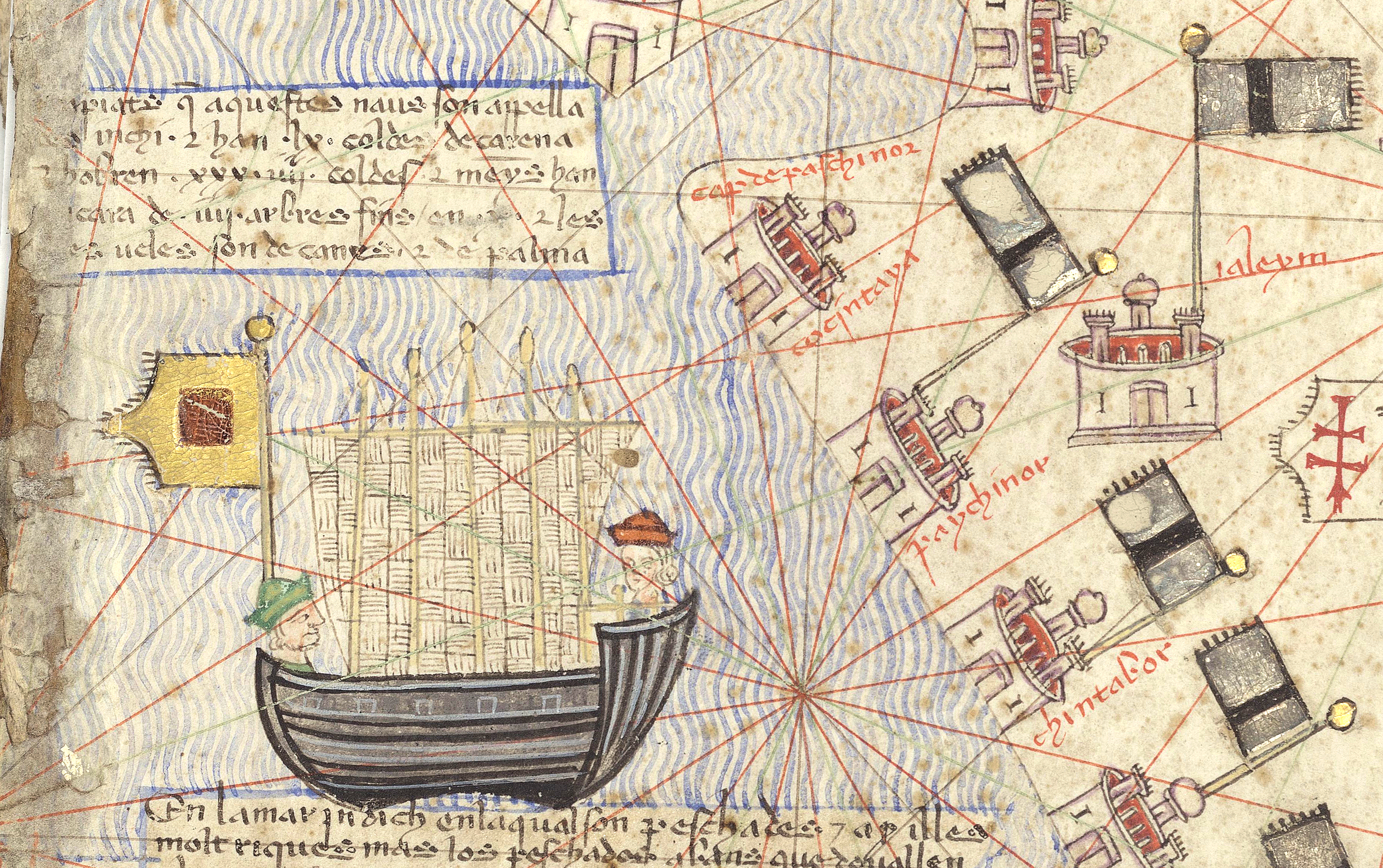
O navă sub pavilionul Ilhanat, navigând pe Oceanul Indian spre coasta Indiei sub controlul Sultanatului Delhi, în Atlasul Catalan (1375).

Apariția Ilhanatului a avut un impact istoric important în Asia de Vest. Înființarea Imperiului Mongol unificat a ușurat semnificativ comerțul în Asia. Comunicațiile dintre Ilhanat și dinastia Yuan cu sediul în China au încurajat această dezvoltare. Îmbrăcămintea dragonului din China imperială a fost folosită de ilhanizi, titlul chinezesc Huangdi (împărat) a fost folosit de ilhanizi din cauza influenței puternice asupra mongolilor din sistemul politic chinez. Sigiliile cu caractere chinezești au fost create chiar de ilhanizi, pe lângă sigiliile pe care le-au primit de la dinastia Yuan, care conțin referiri la o organizație guvernamentală chinezească.
Ilhanatul a ajutat, de asemenea, la deschiderea drumului pentru statul dinastic safavid de mai târziu și, în cele din urmă, țara modernă a Iranului. Cuceririle lui Hulagu deschiseseră și Iranul influenței chineze dinspre est. Acest lucru, combinat cu patronajul succesorilor săi, ar dezvolta excelența distinctivă a Iranului în arhitectură. Sub Ilkhans, istoricii iranieni au trecut de la scrierea în arabă la scrierea în limba lor maternă persană.
În Ilhanat se practicau rudimentele contabilității în partidă dublă ; merdiban a fost apoi adoptat de Imperiul Otoman. Aceste evoluții au fost independente de practicile contabile utilizate în Europa. Acest sistem de contabilitate a fost adoptat în primul rând ca rezultat al necesităților socio-economice create de reformele agricole și fiscale ale lui Ghazan Han în 1295-1304.

### Ilhan ca titlu tribal în Iranul secolului XIX/XX
Titlul Ilhan a reapărut printre nomazii Qashqai din sudul Iranului în secolul al XIX-lea. Jan Mohammad Han a început să-l folosească în 1818/19, iar acest lucru a fost continuat de toți următorii lideri Qashqai. Ultimul Ilhan a fost Nasir Ilhan, care în 1954 a fost împins în exil după sprijinirea lui Mohammad Mosaddegh. Când s-a întors în timpul Revoluției Islamice din 1979, nu și-a putut recăpăta poziția anterioară și a murit în 1984 ca ultimul Ilhan al Qashqai.

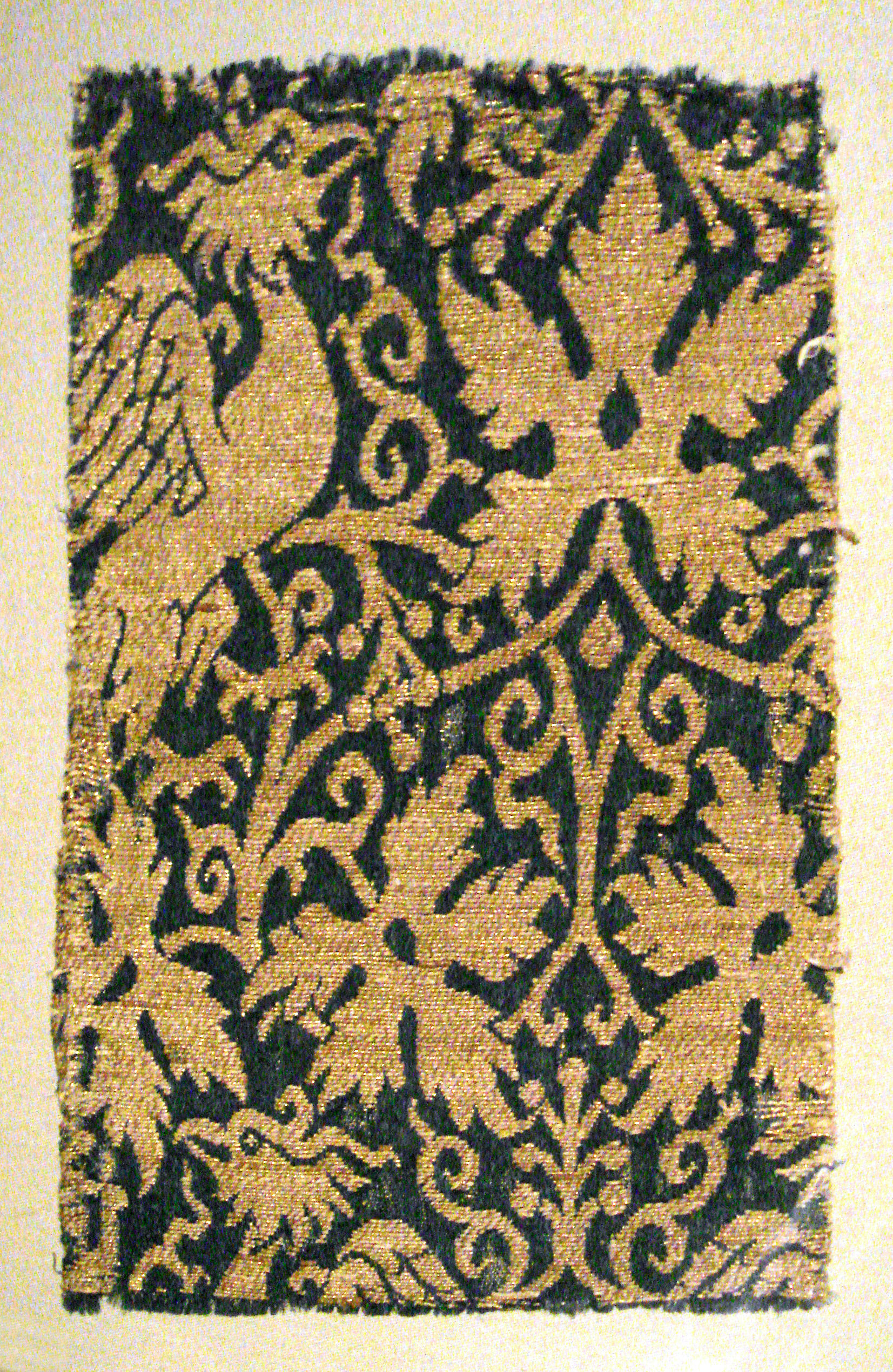
Ilhanat. Lampas cu Phoenix, mătase și aur, Iran sauIrak, secolul al XIV-lea.
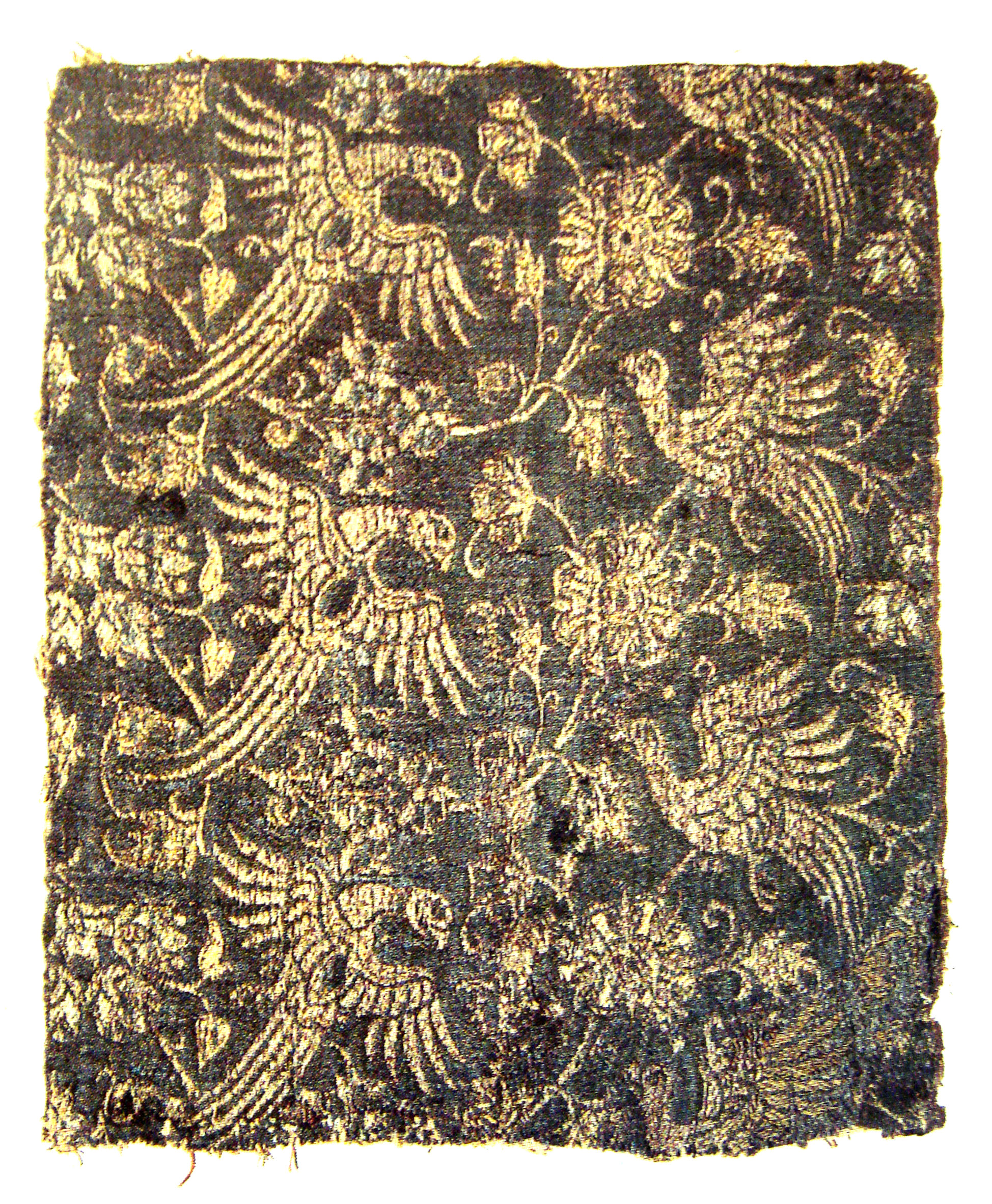
Ilhanat. Țesătură lampas, mătase și aur; a doua jumătate a secolului al XIV-lea.
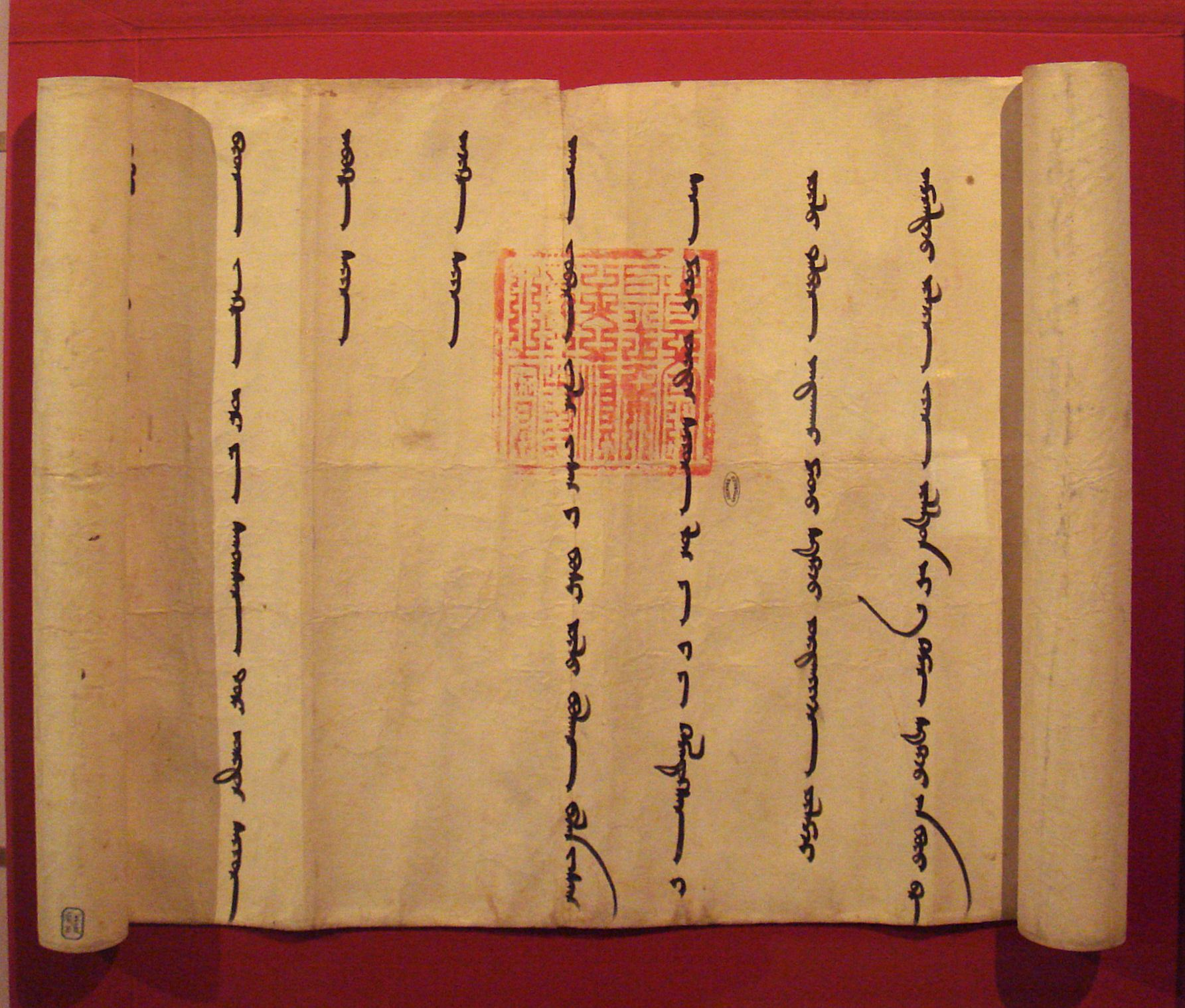
1305 -  scrisoarea mongolului Ilhan Öljaitü (ștampila roșie pătrată oficială a Ilhanatului).
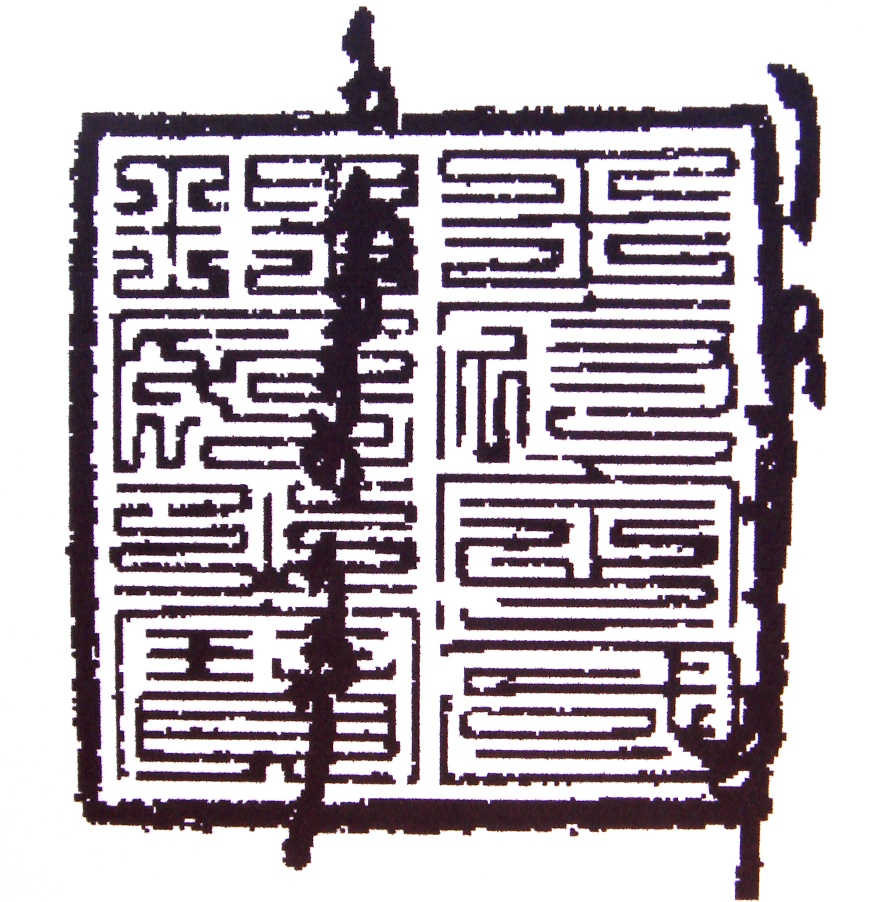
Sigiliul lui Ghazan.